# Mimara (spoorwegen)
De Mimara is een Europese internationale trein voor de verbinding Zagreb - Villach. De trein is genoemd naar de uit Zagreb afkomstige Joegoslavische schilder Ante Topic Mimara.

## EuroCity
Op 2 juni 1991 werd de Mimara als eerste Joegoslavische Eurocity in het EuroCity net opgenomen. Door het uiteen vallen van Joegoslavië is de exploitatie van de trein vanaf mei 1993 in handen van de Kroatische spoorwegen. Dobova is nu de grens tussen Kroatië en Slovenië terwijl de stations tussen Dobova en Rosenbach nu allemaal in Slovenië liggen.

### Route en dienstregeling
| EC 10 | land        | station                | km | EC 11 |
| ----- | ----------- | ---------------------- | -- | ----- |
| 08:10 | Joegoslavië | Zagreb Glavni Kolodvar | 0  | 21:50 |
|       | Joegoslavië | Savski Marof           |    |       |
|       | Joegoslavië | Dobova                 |    |       |
|       | Joegoslavië | Sevnica                |    |       |
|       | Joegoslavië | Zidani Most            |    |       |
|       | Joegoslavië | Ljubljana              |    |       |
|       | Joegoslavië | Kranj                  |    |       |
|       | Joegoslavië | Lesce Bled             |    |       |
|       | Joegoslavië | Jesenice               |    |       |
|       | Oostenrijk  | Rosenbach              |    |       |
|       | Oostenrijk  | Villach Hbf            |    |       |
|       | Oostenrijk  | Salzburg               |    |       |
|       | Duitsland   | Rosenheim              |    |       |
| 16:36 | Duitsland   | München Hbf            |    | 13:25 |

De route is inmiddels ingekort tot Zagreb - Villach en de trein rijdt onder de nummers EC 212 en EC 213.